# Vila Parisi
Vila Parisi je favela (revna četrt) v Cubatão-u, v Braziliji, kjer je bilo prizorišče velikega industrijskega razlitja nafte v požaru, ki se je pripetil 25. februarja  1984. Nemški sociolog Ulrich Beck je Vilo Parisi poimenoval "Najbolj umazano kemično mesto na svetu", kot primer uničujoče moči nastajanja tveganja v industriji.